# Gigg (båt)

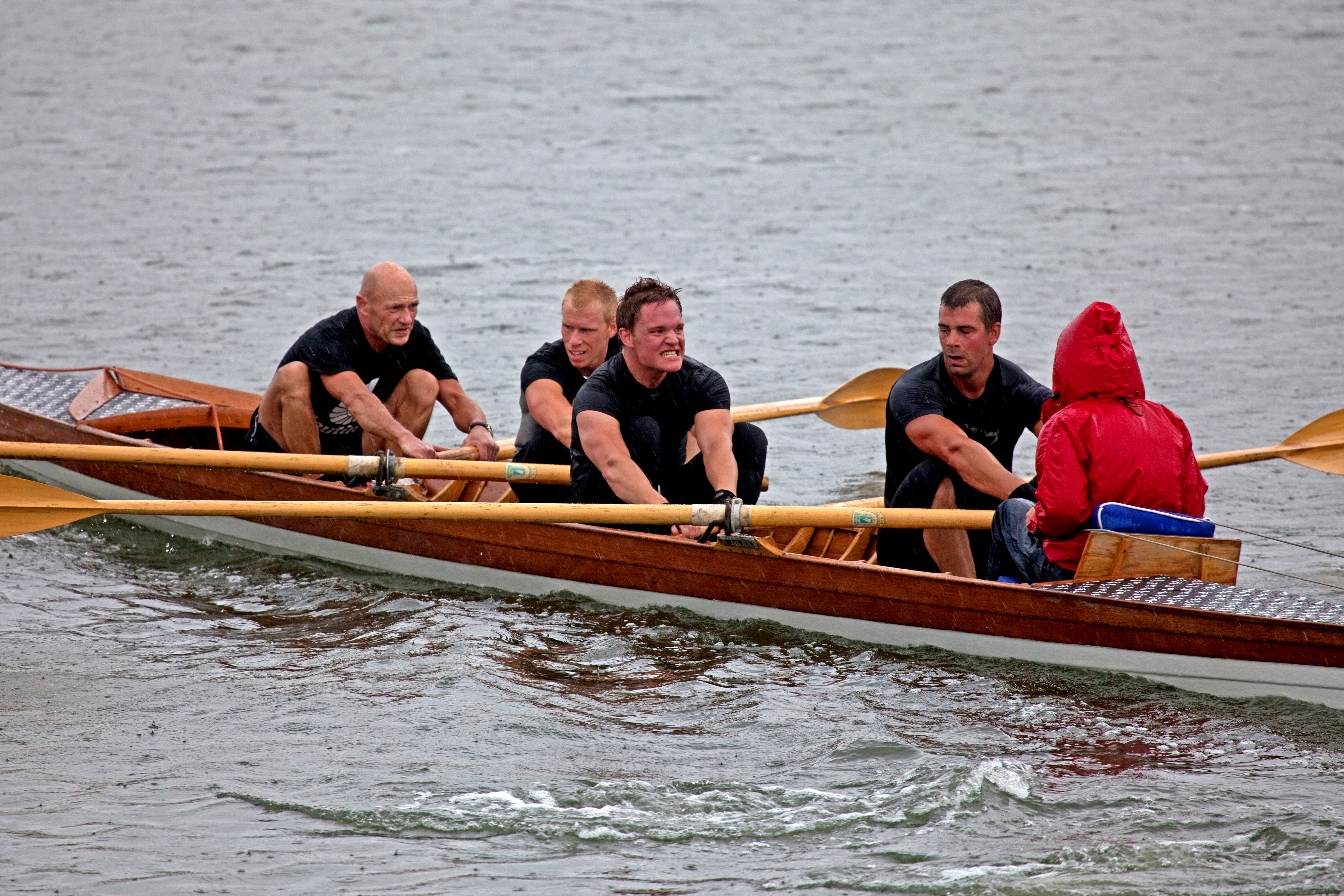
Inriggare.

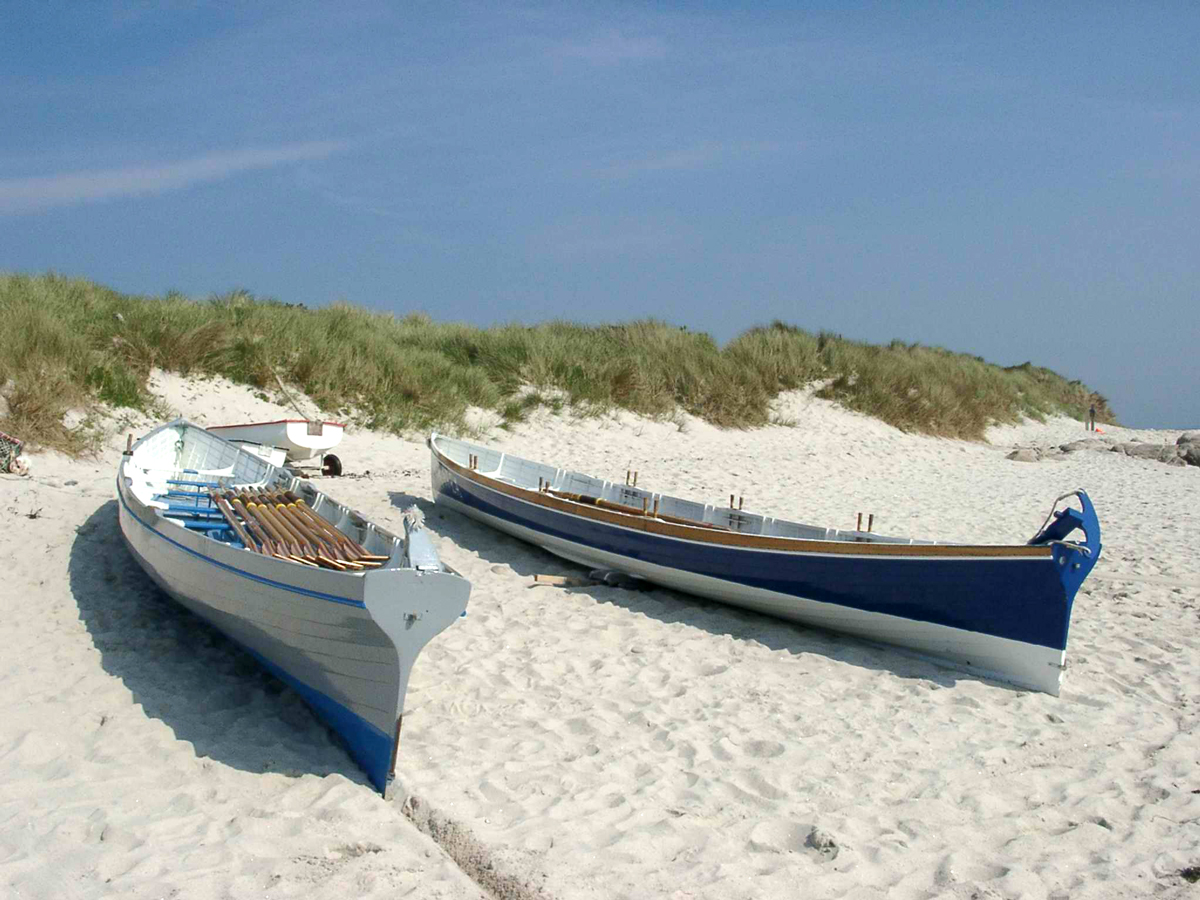
Större giggar på stranden av den karibiska ön Saint Martin.

Gigg är en lång, smäcker och lättrodd båt. Giggen ombord på ett örlogsfartyg var en skeppsbåt avsedd för fartygschefen och andra högre befäl att användas i kommunikationen mellan fartygen.
Giggen används även inom kapprodd och kallas då inriggare ('inriggad fyra' etc) då den har årtullar i borden till skillnad från utriggare där årtullarna är anbringade på en ställning som sträcker sig ett gott stycke utombords. Syftet med en sådan anordning (som i sig kallas utriggare även den) är att kunna öka längden hos årorna och roddarens rörelse i långskeppsled, allt i syfte att öka farten. Utriggarens skrov kan då även byggas smalare än inriggarens.